# Reithrodontomys bakeri
Reithrodontomys bakeri — вид гризунів, які належать до родини Хом'якові (Cricetidae). 

## Поширення
Цей вид відомий з гірської області центрального Герреро, Мексика. Це відбувається на висотах більше 2150 м. Цей вид відомий тільки з двох пунктів. Зустрічається зокрема, в сосново-дубових місцях проживання, пов'язаних з хмарними лісами. Може зайняти інші регіони в центральних гірських Герреро, але, здається, має обмежене проживання.

## Загрози та охорона
Цей вид знаходиться під загрозою фрагментації середовища проживання і збезлісення. Цей вид не знайдений в охоронних територіях.